# Podbělice
Podbělice (Homogyne) je rod rostlin z čeledi hvězdnicovité. Zahrnuje pouze 3 druhy a je rozšířen výhradně v Evropě.

## Popis
Podbělice jsou vytrvalé byliny s tenkými, plazivými oddenky. Listy jsou poměrně malé, řapíkaté, uspořádané v přízemní růžici. Čepel listu je poněkud kožovitá, ledvinitá až okrouhlá, se srdčitou bází a vroubkovaně zubatým okrajem. Lodyha bývá nevětvená, zakončená jediným úborem, s několika střídavými, drobnými, šupinovitými lodyžními listy. Úbor je malý, s jednořadým zákrovem složeným z četných, celokrajných listenů. Na okraji úboru jsou samičí květy se špinavě fialovou, niťovitou korunou, ve středu květu jsou oboupohlavné květy s korunou trubkovitou, špinavě fialovou nebo nachovou. Kalich květů je přeměněn v četné štětinky.
Plodem je nažka opatřená jednořadým chmýrem.

## Rozšíření
Rod podbělice zahrnuje 3 druhy a je rozšířen v horách střední a jižní Evropy.
V České republice se v horských oblastech vyskytuje podbělice alpská. Druh je rozšířen od Španělska po Ukrajinu. Byl také zavlečen na Britské ostrovy.

## Taxonomie
Rod Homogyne je v rámci čeledi Asteraceae řazen do podčeledi Asteroideae a tribu Senecioneae.
Nejblíže příbuznými rody jsou podle výsledků fylogenetických studií rody Petasites, Tussilago a Endocellion.

## Zástupci
- podbělice alpská (Homogyne alpina)